# Wim Roosen
Wilhelmus Gerardus Johannes (Wim) Roosen (Haarlem, 31 juli 1918 – Hillegom, 19 november 1986) was een Nederlands voetballer, atleet en sportbestuurder.

## Sportloopbaan
Roosen begon bij Alliance in Haarlem met voetballen. Hij stopte op z'n twintigste en ging atletiek bedrijven bij Bloemendaal. Hij specialiseerde zich in het polsstokhoogspringen en hink-stap-springen.
Na zeven jaar atletiek ging Roosen in 1945 weer voetballen. Bij HFC Haarlem maakte hij als aanvaller 163 doelpunten in 223 wedstrijden. In 1954 ging de club semiprofessioneel spelen, maar Roosen bleef amateur. Hij stopte in 1956 en werd trainer van het Haarlemse elftal dat in het seizoen 1956-1957 achtste werd in de eerste divisie A.

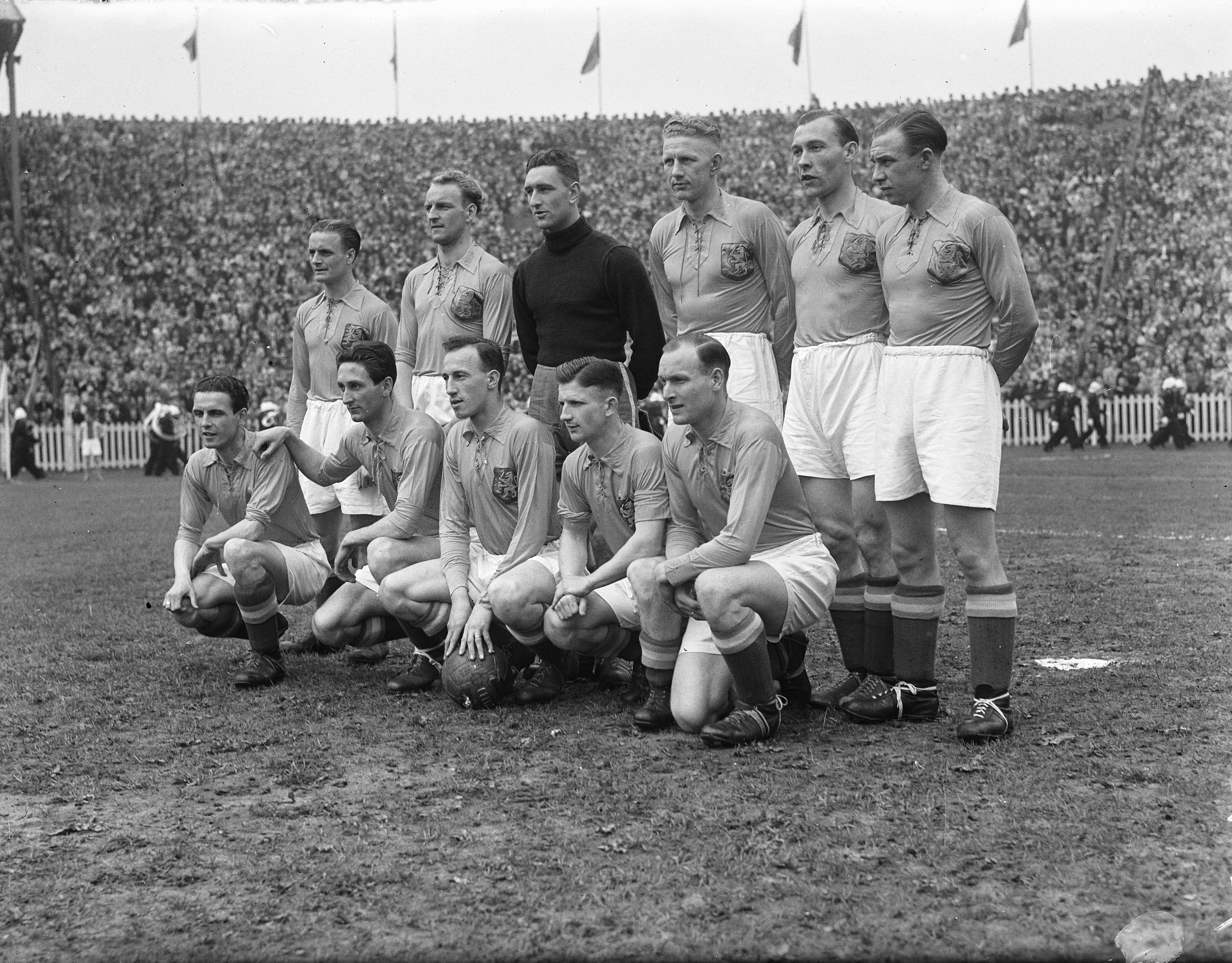
Het Nederlands elftal in mei 1947. Midvoor Roosen hurkt met bal tussen Wilkes en Rijvers.

In 1946 en 1947 speelde Roosen zes keer voor het Nederlands voetbalelftal, waarbij hij één doelpunt maakte met een kopbal. Hij speelde onder andere samen met Faas Wilkes, Kees Rijvers, Piet Kraak, Arie de Vroet, Bas Paauwe sr. en HFC-ploeggenoot Kick Smit. In de pers werd zijn naam vooral als Roozen geschreven.

## Voetbalstatistieken

### Vriendschappelijke interlands
| № | Datum            | Wedstrijd             | Uitslag | Doelpunten |
| - | ---------------- | --------------------- | ------- | ---------- |
| 1 | 12 mei 1946      | Nederland – België    | 6 – 3   | 0          |
| 2 | 30 mei 1946      | België – Nederland    | 2 – 2   | 0          |
| 3 | 27 november 1946 | Engeland – Nederland  | 8 – 2   | 0          |
| 4 | 7 april 1947     | Nederland – België    | 2 – 1   | 0          |
| 5 | 4 mei 1947       | België – Nederland    | 1 – 2   | 1          |
| 6 | 26 mei 1947      | Frankrijk – Nederland | 4 – 0   | 0          |

### Nederlandse competitie
| Seizoen         | Club            | Competitie                   | Competitie | Competitie | Overig | Overig | Totaal | Totaal |
| Seizoen         | Club            | Competitie                   | Wed.       | Dlp.       | Wed.   | Dlp.   | Wed.   | Dlp.   |
| --------------- | --------------- | ---------------------------- | ---------- | ---------- | ------ | ------ | ------ | ------ |
| 1954/55         | HFC Haarlem     | Eerste klasse A (Afgebroken) | –          | 1          | 0      | 0      | –      | 1      |
| 1954/55         | HFC Haarlem     | Eerste klasse C              | –          | 5          | 1      | 1      | –      | 6      |
| 1955/56         | HFC Haarlem     | Eerste klasse B              | –          | 0          | 0      | 0      | –      | 0      |
| Carrière totaal | Carrière totaal | Carrière totaal              | –          | 6          | 1      | 1      | –      | 7      |

## Sportbestuurder
Na zijn activiteiten als sporter ontwikkelde Roosen zich tot atletieksportbestuurder. Bij de Haarlemse atletiekvereniging KAV Holland werd hij in 1967 voorzitter van de Technische Commissie, een jaar later gevolgd door het voorzitterschap van de gehele vereniging. Die functie bleef hij uitoefenen tot en met 1974, gevolgd door een tweede termijn van 1980 tot en met 1982. In dat laatste jaar trad Roosen om gezondheidsredenen af als voorzitter van KAV Holland.
Tijdens de eerste periode van zijn voorzitterschap was Wim Roosen namens de drie Haarlemse atletiekverenigingen Atmodes, AV Haarlem en Holland tevens voorzitter van de commissie die de aanleg van de kunststofbaan bij het Pim Mulierstadion in Haarlem begeleidde. Tevens was hij begin jaren zeventig voorzitter van de afd. Kennemerland, onderdeel van district west 1 van de KNAU en promotor van de pupillenatletiek in Haarlem.

## Vier generaties atleten
Wim Roosen is de eerste van vier generaties atleten. Zijn zoon Kees Roosen was sprinter en ook organisatorisch heel actief binnen KAV Holland. Diens zoon Marcel Roosen werd in 1992 Nederlands kampioen op de 400 m horden. Tussen 1992 en 1996 won hij driemaal brons en een keer zilver op de NK indoor op de 400 m of de 60 m horden. En diens zoon Sven Roosen werd in 2024, bij zijn olympisch debuut, vierde op de tienkamp in een nieuw Nederlands record.